# Hermione Norris
Hermione Norris, född 1967 i Essex, England, är en brittisk skådespelare som medverkat i bland annat TV-serierna Kalla fötter och Mord i sinnet.

## Filmografi i urval
- 1990 - Falskt spel - Virginia
- 1996 - Den gula hästen - Hermia Radcliffe
- 1997 – Kalla fötter (TV-serie)
- 1998 – Berkeley Square (TV-serie)
- 1999 – Morsa på rymmen
- 2002 – Mord i sinnet (TV-serie)
- 2005 – Separate Lies
- 2006 – Spooks (TV-serie)
- 2007–2009 – Kingdom (TV-serie)
- 2011 – Outcasts (TV-serie)
- 2012 – A Mother's Son (TV-serie)
- 2014 – Det blodröda fältet (TV-serie)
- 2014 – Agatha Raisin – privatdetektiv (TV-serie)
- 2018 – Innocent (TV-serie)
- 2019 – Luther (TV-serie)